# Hamburger Gitter (Film)
Hamburger Gitter ist ein deutscher Dokumentarfilm von Marco Heinig, Steffen Maurer, Luise Burchard und Luca Vogel über die Ereignisse rund um den G20-Gipfel in Hamburg 2017 sowie den Umgang der Sicherheitskräfte mit Bevölkerung und Protesten.

## Handlung
Erzählt werden die Ereignisse entlang von Grundrechten wie Demonstrationsfreiheit, Unschuldsvermutung und Pressefreiheit. Dabei geht der Film nicht chronologisch vor, sondern taucht immer tiefer ein in ein Geflecht von systematischen Grundrechtsverstößen. Zwölf Experten aus Wissenschaft, Politik, Medien und Polizei sowie vier geschädigte Demonstrationsteilnehmer beleuchten den Komplex dabei von verschiedenen Seiten.
Der Film beschäftigt sich mit den Garantien des Grundgesetzes, mit der Frage ob diese standhalten konnten und der oft diskutierten Frage nach dem Ausnahmezustand und Ähnlichkeit zu einem Polizeistaat. Antworten geben u. a. Rafael Behr (Professor für Polizeiwissenschaft, Akademie der Polizei Hamburg), Christiane Schneider (Hamburgische Bürgerschaft), Heribert Prantl (Chefredaktion Süddeutsche Zeitung); der Pressesprecher der Polizei Hamburg; der junge Aktivist Fabio V., der vier Monate in Untersuchungshaft saß, und viele weitere.

## Produktion
Nachdem das Berliner Filmkollektiv leftvision bereits während des G20-Gipfels im Juni 2017 kurze Reportagen und Berichte online unter einer Creative-Commons-Lizenz veröffentlichte, entschlossen sich die Filmemacher für eine längere Dokumentation. Das Low-Budget-Projekt konnte mit Unterstützung eigener Rücklagen zum Jahrestag des Gipfels fertiggestellt werden, feierte seine Premiere am 22. Juni 2018 im Kino International und wurde zu einem Überraschungserfolg.

## Kritik
„Eine sehr genaue Analyse, wie ich sie so im Kino noch nicht gesehen habe.“ Knut Elstermann in der RadioEins-Sendung Zwölf Uhr mittags am 4. August 2018
„Ein  ‚Schaufenster moderner Polizeiarbeit‘. Sich die noch mal in der Praxis anzuschauen, lohnt sich besonders [...] Der Film Hamburger Gitter, [...] Seine bloße Existenz ist trotz allem Grund zur Hoffnung.“ Süddeutsche Zeitung vom 30. Juni 2018
„Umso erstaunlicher, dass aktuell mit Hamburger Gitter ein Dokumentarfilm für volle Säle und hunderttausendfach geklickte Internet-Trailer sorgt.“ Die Zeit vom 26. Juli 2018